# Daniel van Buyten
Daniel van Buyten (Chimay, Provincia de Henao, Bélgica, 7 de febrero de 1978) es un exfutbolista  belga. Jugaba como defensa central y su último club fue el Bayern de Múnich de la Bundesliga de Alemania. Actualmente se desempeña como parte del Consejo Directivo del Standard de Lieja.

## Trayectoria

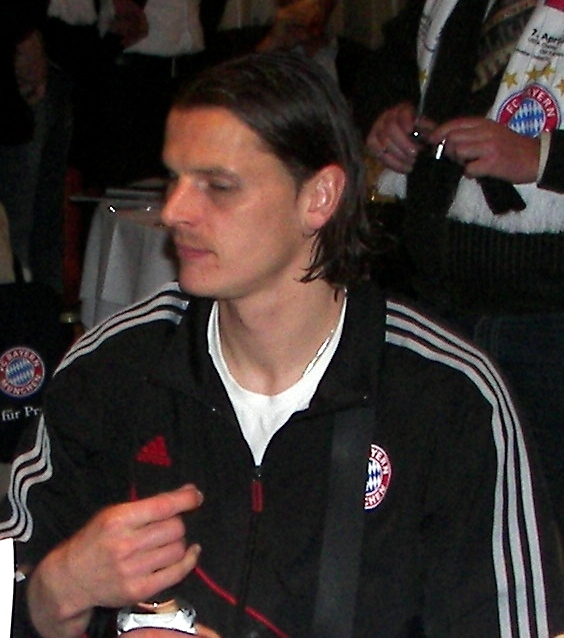
Van Buyten con la ropa de Bayern Múnich

Este jugador es producto de la cantera del Charleroi SC, y debutó en 1998, donde jugó 19 partidos. Su prematuro talento lo llevó a fichar por el Standard de Lieja, en una cifra de 300.000 euros. Su fortaleza en el juego aéreo y su gran sentido de la anticipación le permitieron cosechar dos grandes temporadas, disputando 57 partidos de liga, de las cuales hizo siete goles. En el mercado invernal de 2001, el Olympique de Marsella se hace con los servicios de Van Buyten. De sus tres años en tierras francesas, fue elegido como el mejor defensa de la liga.
Posteriormente fue cedido al Manchester City, pero luego recaló en el Hamburgo, donde fue uno de los pilares fundamentales en la clasificación de su equipo a la Champions League, de cara a la temporada 2006-2007. Sin embargo, no jugaría la máxima competición europea con el Hamburgo, ya que fue traspasado en el verano de 2006 al Bayern de Múnich, equipo en el que jugó sus últimas 8 temporadas como futbolista y con el cual salió campeón de la Liga de Campeones de la UEFA 2012-2013. El 14 de agosto del año 2014 anunció su retiro del fútbol profesional terminando su carrera en el FC Bayern de Múnich habiendo jugado los últimos 8 años de su carrera en dicho club.

## Selección nacional
El 13 de mayo de 2014 el entrenador de la selección belga, Marc Wilmots, incluyó a van Buyten en la lista preliminar de 24 jugadores convocados, cuatro de ellos guardametas, que iniciarán la preparación para la Copa Mundial de Fútbol de 2014. El 25 de mayo le fue asignado el número 15 para el torneo.

### Participaciones en Copas del Mundo
| Mundial                        | Sede                  | Resultado        |
| ------------------------------ | --------------------- | ---------------- |
| Copa Mundial de Fútbol de 2002 | Japón y Corea del Sur | Octavos de final |
| Copa Mundial de Fútbol de 2014 | Brasil                | Cuartos de final |

## Clubes
| Club                  | País       | Año         | Partidos | Goles |
| --------------------- | ---------- | ----------- | -------- | ----- |
| Royal Charleroi       | Bélgica    | 1997 - 1999 | 19       | 1     |
| Standard de Lieja     | Bélgica    | 1999 - 2001 | 56       | 7     |
| Olympique de Marsella | Francia    | 2001 - 2004 | 84       | 13    |
| Manchester City       | Inglaterra | 2004        | 5        | 0     |
| Hamburgo S. V.        | Alemania   | 2004 - 2006 | 84       | 10    |
| Bayern de Múnich      | Alemania   | 2006 - 2014 | 226      | 27    |

## Palmarés

### Campeonatos nacionales
| Título                      | Club             | País     | Año     |
| --------------------------- | ---------------- | -------- | ------- |
| Copa de la Liga de Alemania | Bayern de Múnich | Alemania | 2007    |
| Copa de Alemania            | Bayern de Múnich | Alemania | 2007-08 |
| Bundesliga                  | Bayern de Múnich | Alemania | 2007-08 |
| Copa de Alemania            | Bayern de Múnich | Alemania | 2009-10 |
| Bundesliga                  | Bayern de Múnich | Alemania | 2009-10 |
| Bundesliga                  | Bayern de Múnich | Alemania | 2012-13 |
| Copa de Alemania            | Bayern de Múnich | Alemania | 2012-13 |
| Bundesliga                  | Bayern de Múnich | Alemania | 2013-14 |
| Copa de Alemania            | Bayern de Múnich | Alemania | 2013-14 |

### Campeonatos internacionales
| Título                 | Club             | País     | Año     |
| ---------------------- | ---------------- | -------- | ------- |
| Copa Intertoto         | Hamburgo S. V.   | Alemania | 2005    |
| Liga de Campeones      | Bayern de Múnich | Alemania | 2012-13 |
| Supercopa de la UEFA   | Bayern de Múnich | Alemania | 2013    |
| Copa Mundial de Clubes | Bayern de Múnich | Alemania | 2013    |

### Distinciones individuales
| Distinción                               | Año  |
| ---------------------------------------- | ---- |
| Equipo del año de la Ligue 1             | 2003 |
| Equipo del año del European Sports Media | 2003 |